# Ігаль Фрід
Ігаль Фрід (28 лютого 1992) — ізраїльський футбольний арбітр. З 2015 року судить матчі в Лігат Ха-Аль. Арбітр ФІФА та УЄФА з 2018 року.

## Суддівська кар'єра
17 жовтня 2015 року Фрід відсудив свій перший матч в національній лізі Ізраїлю. Під час гри між «Хапоель Акко» і «Хапоель Раанана» (0–1 на користь гостей) арбітр показав чотири жовті картки.
У євро кубках перший матч відсудив 12 липня 2018 року у матчі першого кваліфікаційного раунду Ліги Європи УЄФА між «Лехом» (Познань) і «Гандзасар Капан». Матч закінчився з рахунком 2–0, а Фрід тричі показав жовті картки.
Свій перший міжнародний матч він відсудив 20 березня 2021 року. Це був відбірковий матч чемпіонату світу 2022 між командами Північної Ірландії та Болгарії в Белфасті. Матч закінчився в нічию 0–0, а Фрід шість разів показав жовті картки гравцям.
Судив матчі Суперкубка Ізраілю 2023 та Франції 2021.